# Ibn Khaldun
(Ibn Khaldun, dalla Muqaddima)
Ibn Khaldūn, il cui nome completo è Walī al-Dīn ʿAbd al-Raḥmān ibn Muḥammad ibn Muḥammad ibn Abī Bakr Muḥammad ibn al-Ḥasan al-Ḥaḍramī, in arabo ولي الدين عبد الرحمن بن محمد بن محمد بن أبي بكر محمد بن الحسن الحضرمي‎? (Tunisi, 27 maggio 1332 – Il Cairo, 17 marzo 1406), è stato il massimo storico e filosofo arabo del Maghreb, e viene considerato un sociologo ante litteram delle società araba, berbera e persiana. È uno dei padri fondatori della storiografia e della sociologia, ed è considerato uno dei primi economisti..
Ha introdotto nella storiografia islamica la nozione di "storia ciclica", fondata su fattori profani generati dalla naturale tendenza ad indebolirsi delle generazioni sedentarizzate, eredi dei conquistatori nomadi, trascinate però in una progressiva e inesorabile decadenza ad opera della ricchezza e dal modo di vita urbano. Molto apprezzato in Occidente per la modernità delle sue concezioni.
L'attività principale di Ibn Khaldūn fu quella di uomo politico, cortigiano e ministro, al servizio uno dopo l'altro degli Hafsidi tunisini, dei Merinidi del Marocco, degli Zayyanidi di Tlemcen, dei Nasridi del Sultanato di Granada e dei Mamelucchi burji d'Egitto. Fu anche ambasciatore presso il re di Castiglia, Pietro I di Castiglia, detto Pietro il Crudele, e presso il temibile Timur Lang (Tamerlano). Ebbe così la possibilità di conoscere da vicino e porre a confronto tra loro i diversi modi di esercitare il potere, misurandone la precarietà.
I diversi sovrani, impressionati dalle sue grandi capacità e dalla sua grande cultura, gli perdonarono a più riprese la sua versatilità e i suoi tradimenti.

## Contesto storico
Il XIII secolo segnò la caduta della dinastia almohade, sotto la quale il Maghreb aveva conosciuto - malgrado certe forme d'intolleranza - un periodo di splendore e sviluppo. Dopo la fine degli Almohadi, presero il potere nel Maghreb alcune dinastie locali: i Merinidi controllavano il Maghreb al-Aqsa (Marocco), gli Zayyanidi dominavano il Regno di Tlemcen (Algeria), mentre gli Hafsidi controllavano l'Ifriqiya (all'incirca la moderna Tunisia). Queste tre dinastie lottavano per l'egemonia sul Maghreb.

Ibn Khaldun visse quindi in un periodo molto instabile caratterizzato da frequenti cambiamenti sociopolitici, con un'epidemia di peste e tra incessanti lotte dinastiche. Difatti, la morte di ogni sovrano apriva una nuova crisi di successione e quindi delle guerre civili per il trono. Nonostante tutti questi problemi, nelle grandi città del Maghreb vi erano ancora importanti centri di cultura religiosa e politica. Tlemcen, Costantina e Bijaya avevano una popolazione di 50 000 abitanti, Marrakesh ne aveva circa 60.000, Fez e Tunisi superavano i 100 000 abitanti: una popolazione davvero considerevole per l'epoca.
Nella Penisola iberica, l'ultimo regno musulmano, il Sultanato di Granada, cercava di fermare la "Reconquista" cristiana, mentre l'Oriente islamico subiva l'invasione mongola..

## Biografia

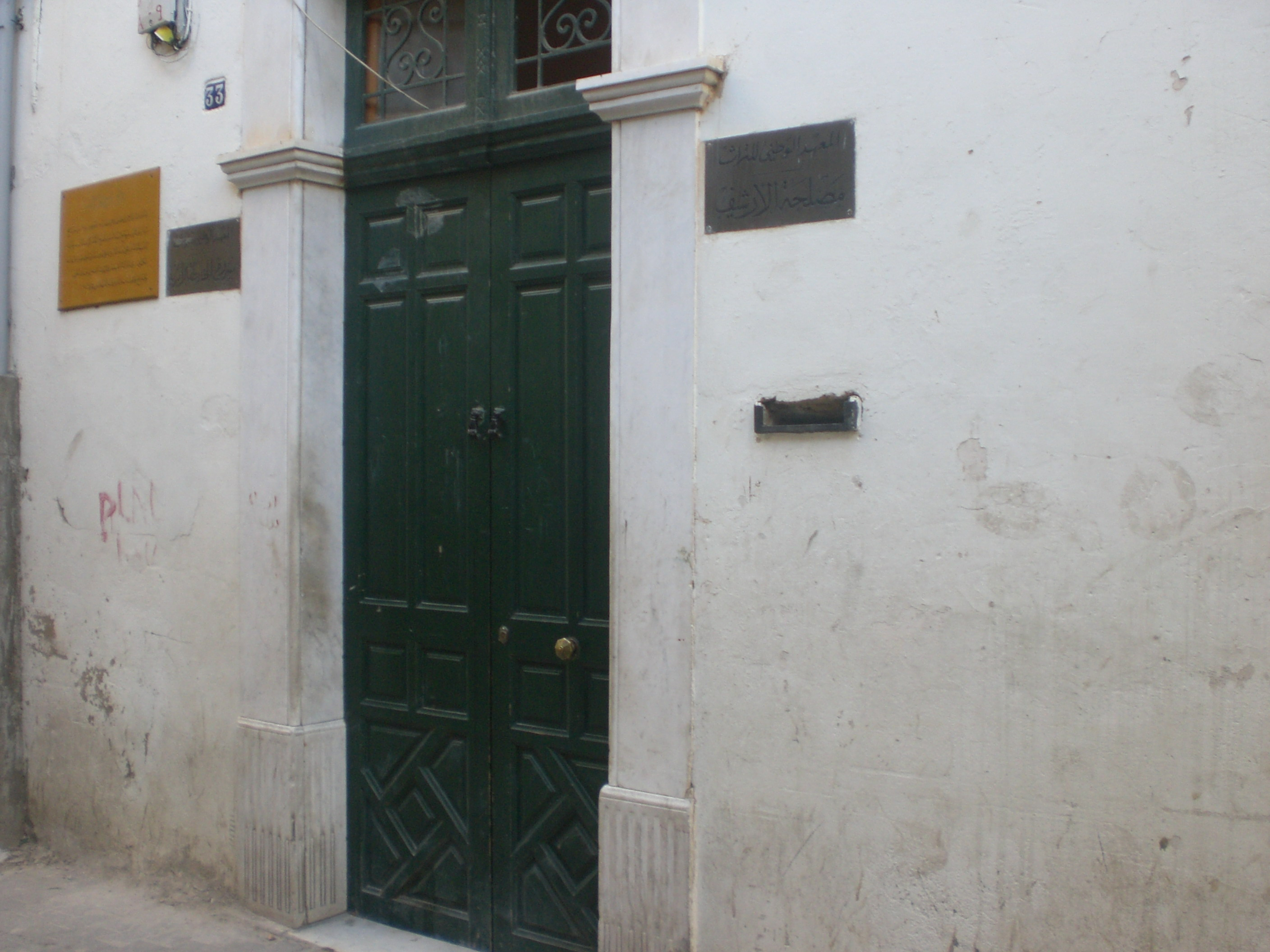
Ingresso della casa natale di Ibn Khaldun nella medina di Tunisi

La vita di Ibn Khaldūn è estremamente ben documentata, per il suo tempo, dal momento che egli stesso ci ha lasciato una sua Autobiografia (al-Taʿrīf li-ibn Khaldūn wa-riḥlatuhu gharban wa sharqan, v. bibliografia), in cui riporta per esteso numerosi documenti che riguardano la sua vita. È però molto restio a fare conoscere aspetti che toccano la sua vita privata, cosicché ben poco si sa dei suoi rapporti familiari.
All'epoca di Ibn Khaldūn, il Maghreb, dopo la fine degli Almohadi (1147–1269), era governato da tre dinastie, in continua lotta tra loro. In Marocco risiedevano i Merinidi (1248–1465). La parte occidentale dell'Algeria era sotto il controllo degli Abdelwadidi (detti anche Zayyanidi) (1236–1556), mentre gli Hafsidi (1228–1574) governavano la parte orientale dell'Algeria, la Tunisia e la Cirenaica. Sotto la continua minaccia di incursioni da parte delle tribù berbere circostanti, queste dinastie si contendevano l'egemonia sul Maghreb.
Ibn Khaldūn proveniva da una famiglia di notabili originari di al-Andalus (la Spagna islamica), i Banū Khaldūn. Nella sua Autobiografia sosteneva di discendere da una famiglia yemenita dell'Hadramawt, che si era convertita all'Islam nell'anno 10 dell'Egira e si era trasferita nella Penisola iberica agli inizi della conquista islamica. La sua famiglia, che in al-Andalus aveva ricoperto numerose cariche di prestigio, emigrò in Maghreb al principio della Reconquista (intorno alla metà del XIII secolo). Alcuni membri della famiglia ricoprirono incarichi politici per gli Hafsidi in Tunisia, ma il padre e il nonno di Ibn Khaldūn si tennero in disparte dalla vita politica e aderirono a una confraternita mistica.
Nato a Tunisi, Ibn Khaldūn trascorse poi una parte della sua vita alla corte merinide e hafside, ricoprendo diverse funzioni politiche presso i sultani di Tunisi e di Fez (quest'ultimo aveva come primo ministro lo scrittore Lisān al-Dīn Ibn al-Khaṭīb, con cui Ibn Khaldūn intratterrà a lungo relazioni di rivalità amichevole) e poi presso il sovrano di Granada.

### Istruzione e formazione di Ibn Khaldūn
L'alto rango della sua famiglia permise a Ibn Khaldūn di svolgere i suoi studi presso i migliori maestri del suo tempo in Maghreb. Ebbe una educazione araba classica: il Corano, la grammatica araba, fondamento indispensabile per la comprensione del Corano e del diritto musulmano, ḥadīth e giurisprudenza (fiqh). Il mistico, matematico e filosofo Abū ʿAbd Allāh Muḥammad al-Ābilī lo introdusse alla matematica, alla logica e alla filosofia, nell'ambito della quale studiò soprattutto le opere dei grandi filosofi razionalisti quali Averroè, Avicenna, al-Razī, al-Farabi e al-Ṭūsī.
Al-Ābilī (o Ābulī, che divenne presto il maestro preferito da Ibn Khaldun,) gli insegnò anche le opere di Platone, Aristotele e di altri pensatori greci, le cui opere erano state tradotte in arabo.

Ibn Khaldun conosceva i più importanti personaggi dell'epoca, nonché l'evoluzione dei vari Stati musulmani, ma anche la struttura degli Stati europei, in piena guerra dei cent'anni. Aveva anche una buona formazione in astronomia e medicina.

Conosceva anche i testi della Bibbia che esaminò in dettaglio nella loro traduzione in arabo.
All'età di 17 anni Ibn Khaldūn perse entrambi i genitori di peste, la "peste nera" che toccò tre continenti e infuriò anche a Tunisi.
Seguendo la tradizione di famiglia, Ibn Khaldūn si diede ad una carriera politica. Considerati i continui mutamenti dei rapporti di forza e dei sovrani nel Nordafrica del tempo, ciò richiedeva di agire in modo controllato ed equilibrato nell'allacciare rapporti e stringere alleanze, per non vedersi coinvolti nella caduta di signorie, spesso di breve vita. La biografia di Ibn Khaldūn, che lo vide ora in carcere, ora nelle più alte cariche, ora in esilio, si legge a volte come un autentico romanzo di avventura.

### Gli inizi a Tunisi, in Marocco e a Granada
A vent'anni cominciò la sua carriera politica con la carica di kātib al-ʿalāma (l'incarico del kātib al-ʿalāma consisteva nell'apporre, in bella grafia, le tipiche formule introduttive convenzionali ai documenti ufficiali) nella cancelleria del signore di Tunisi. Insoddisfatto di questo incarico, prestigioso ma politicamente privo di valore, seguì nell'allora capitale del Marocco, Fès, il suo maestro al-Ābilī. Il sovrano merinide che ivi regnava, Abū ʿInān Fāris, gli diede un incarico di Redattore dei proclami regali, il che non impedì a Ibn Khaldūn di complottare contro il suo datore di lavoro. Questo gli costò 22 mesi di prigione nel 1357, quando aveva 25 anni. Solo dopo la morte di Abū ʿInān il figlio e successore di quest'ultimo, Abu Zayyan Muhammad II, lo lasciò libero. Ma Ibn Khaldūn si accordò, contro di lui, con lo zio, Abū Sālim che viveva in esilio. Salito al potere, quest'ultimo concesse ad Ibn Khaldūn la carica di Segretario di Stato (kātib al-sirr wa l-tawqīʿ wa l-inshāʾ), il primo incarico all'altezza delle sue ambizioni.
A Fez, alla corte di Abū ʿInān Fāris, incontrò il medico e astronomo ebreo Ibrahim ibn Zarzar, che incontrò nuovamente anni dopo a Siviglia, alla corte di Pietro il Crudele di Castiglia.
Dopo la caduta di Abū Sālim per opera di ʿAmmar ibn ʿAbd Allāh, amico di Ibn Khaldūn, le sue aspettative vennero deluse. Sotto il nuovo sovrano non riuscì infatti a ottenere alcun incarico importante. Al tempo stesso, ʿAmmar impedì con successo a Ibn Khaldūn (di cui conosceva fin troppo bene le capacità politiche) di allearsi con gli Abdelwadidi di Tlemcen. Ansioso di svolgere ruoli politicamente attivi, Ibn Khaldūn si decise perciò a trasferirsi nel Sultanato di Granada. Qui egli poté contare su una calorosa accoglienza, dal momento che a Fez aveva aiutato il sultano di Granada, il nasride Muḥammad V, a riconquistare il potere dopo il suo esilio temporaneo. Nel 1364 Muḥammad lo incaricò di una missione diplomatica presso il re di Castiglia, Pietro il Crudele, per concludere un trattato di pace. Ibn Khaldūn compì con successo questa missione. Ma rinunciò all'offerta che Pietro gli fece di riprendersi i possedimenti spagnoli di famiglia e rimanere alla sua corte.
A Granada Ibn Khaldūn si scontrò ben presto con la concorrenza del visir di Muḥammad, Ibn al-Khaṭīb, che vedeva con crescente diffidenza gli stretti rapporti tra Ibn Khaldūn e Muḥammad. Ibn Khaldūn cercava di formare il giovane Muhammad secondo il proprio ideale di sovrano saggio: un'impresa che secondo Ibn al-Khaṭīb era malaccorta e minacciava la libertà del paese (e la Storia gli diede ragione). Alla fine, su istigazione di Ibn al-Khaṭīb, Ibn Khaldūn venne rispedito in Nordafrica. Quanto allo stesso Ibn al-Khaṭīb, invece, qualche tempo dopo venne denunciato da Muhammad V di avere opinioni filosofiche non ortodosse, e fu messo a morte.
Nella sua Autobiografia Ibn Khaldūn dice poco del suo dissidio con Ibn al-Khaṭīb e dei motivi del suo ritorno in Africa.
L'orientalista Muḥsin Mahdī interpreta ciò come una tarda ammissione, da parte di Ibn Khaldūn, di essersi completamente sbagliato nel giudicare Muḥammad V.

### Alte cariche politiche
Ritornato in Africa, Ibn Khaldūn accettò con gioia l'invito del sultano hafside di Bijaya Abū ʿAbd Allāh, a diventare il suo Primo ministro. In questo periodo si colloca l'avventuroso incarico di recarsi a riscuotere le imposte presso le tribù berbere del luogo. Dopo la morte di Abū ʿAbd Allāh nel 1366, cambiò nuovamente alleanza e si legò al sovrano di Costantina, Abū l-ʿAbbās.
Le qualità politiche di Ibn Khaldūn, soprattutto nel trattare le tribù berbere nomadi, erano nel frattempo assai ricercate, ma lui, da parte sua, era stanco della politica e dei continui cambiamenti di alleanze. Inviato da Abū Hammū, il sultano abdelwadide del Regno di Tlemcen, in missione presso le tribù Dawawida, Ibn Khaldūn cercò scampo presso una tribù berbera, gli Awlad ʿArīf. Per oltre tre anni visse sotto la loro protezione nella fortezza di Qalʿat ibn Salāma a sud di Bijaya. Durante questo periodo prese a scrivere la Muqaddima, tradotto in Europa in "Prolegomeni", quella che si proponeva di essere una "Storia universale".
In seguito Ibn Khaldūn fece ritorno a Tunisi, nel 1378, dove portò avanti la stesura della sua opera storica, il Kitāb al-ʿIbār, di cui la Muqaddima costituisce per l'appunto l'introduzione. Abū l-ʿAbbās, che nel frattempo si era impadronito di Tunisi, riprese al suo servizio Ibn Khaldūn, ma il rapporto tra i due si era ormai guastato. Abū l-ʿAbbās dubitava della lealtà di Ibn Khaldūn, che gli aveva sì fatto dono di un esemplare della Storia universale appena terminata, ma trascurando del tutto di preporvi il consueto panegirico del sovrano. Con il pretesto di volersi unire alla carovana del pellegrinaggio alla Mecca – una richiesta pretestuosa che però nessun sovrano musulmano poteva permettersi di rifiutare – Ibn Khaldūn ottenne il permesso di lasciare Tunisi e di salpare alla volta di Alessandria.

### Gli ultimi anni in Egitto
In Egitto, rispetto al Maghreb, Ibn Khaldūn deve essersi sentito in paradiso. Mentre tutte le altre regioni del mondo islamico dovevano fare i conti con guerre di confine e lotte intestine, l'Egitto sotto i Mamelucchi godeva di un momento di fioritura economica e culturale.
Anche in Egitto, però, dove doveva trascorrere il resto dei suoi giorni, Ibn Khaldūn non volle tenersi lontano dalla politica. Nel 1384, Barquq, il Sultano mamelucco d'Egitto, lo nominò insegnante della Madrasa Qamhiyya e Qāḍī al-Quḍāt malikita (era tradizione che ognuna delle quattro scuole di diritto islamiche, quella hanafita, quella malikita, quella shafeita e quella hanbalita, avesse un proprio giudice supremo. Ibn Khaldun apparteneva alla scuola giuridica malikita, che era diffusa soprattutto in Nordafrica e in al-Andalus). Nel suo modo riformatore di esercitare le sue funzioni trovò però degli oppositori e prima che fosse trascorso un anno dovette già rinunciare all'incarico.
A questa rinuncia, più o meno volontaria, deve avere contribuito anche il duro colpo che il destino gli riservò nel 1384. Una nave che doveva portare in Egitto la sua famiglia fece naufragio davanti alle coste di Alessandria, e in quel disastro Ibn Khaldūn perse la moglie e i figli. Fu così che prese nuovamente la decisione di unirsi alla carovana dei pellegrini diretti alla Mecca.
Dopo il ritorno, nel maggio del 1388, Ibn Khaldūn si concentrò con maggior impegno nell'attività di docente in diverse madrase del Cairo. Nel frattempo a corte era caduto in disgrazia, perché durante una rivolta contro il sultano mamelucco Barqūq aveva emesso (molto probabilmente perché costretto), insieme ad altri giureconsulti, una fatwā (un parere legale-religioso) contro Barqūq. In seguito i suoi rapporti con Barqūq si normalizzarono nuovamente ed egli venne ancora chiamato a svolgere la funzione di Gran Qāḍī malikita. In totale venne nominato sei volte a questa carica, dal momento che, per i più svariati motivi, non riuscì mai a mantenerla a lungo.
Sotto il successore di Barqūq, il figlio Faraj, Ibn Khaldūn prese parte a una spedizione contro il conquistatore turco-mongolo Tamerlano, che assediava Damasco. Per la verità Ibn Khaldūn dubitava delle possibilità di successo dell'impresa, e avrebbe preferito non abbandonare l'Egitto. I suoi dubbi si dimostrarono fondati. Sorpreso da una ribellione in atto in Egitto, il giovane e inesperto Faraj piantò in asso il suo esercito in Siria e si affrettò sulla via del ritorno. Ibn Khaldūn rimase nella città di Damasco assediata.
Si arrivò così, nel 1401 allo storico incontro tra lui e Tamerlano, di cui dà un resoconto dettagliato nella propria autobiografia. Tamerlano s'informò dettagliatamente presso Ibn Khaldūn della situazione dei paesi del Maghreb. Per volere di Tamerlano, Ibn Khaldūn scrisse addirittura un lungo rapporto al riguardo. Avendo compreso con chiarezza quale intento stesse dietro quella richiesta, non esitò, una volta tornato in Egitto, a trasmettere al sovrano merinide del Marocco un rapporto altrettanto dettagliato sulla storia dei Mongoli, insieme a uno studio del carattere di Tamerlano.
Ibn Khaldūn trascorse al Cairo i successivi cinque anni, intento al completamento della propria autobiografia e della sua Storia universale, svolgendo inoltre attività di docente e di giudice: morì il 17 marzo 1406, un mese dopo essere stato nominato Qāḍī al-quḍāt malikita per la sesta volta. Fu sepolto nel cimitero di Bab al-Nasr della Qarafa cairota, anche se la precisa ubicazione del suo cenotafio è sconosciuta.

## Ibn Khaldūn, storico, sociologo e politologo
A un certo punto della sua carriera politica, Ibn Khaldūn decise di dedicarsi definitivamente allo studio e alla redazione di un'opera di vasto respiro in più volumi dedicata alla storia e in particolare, nel celebre volume di apertura, la Muqaddima, volta a fornire una nuova chiave di interpretazione della storia di tipo innovativamente sociologico. Si può infatti vedere che "Il passato e il presente", scrive, "si assomigliano più di due gocce d'acqua", qualora venga colto e compreso lo schema di fondo naturale nel quale le loro dinamiche si dispiegano. Oltre che per la sociologia, la Muqaddima è opera rilevante anche per la filosofia politica. Il realismo acquisito nelle sue diverse attività amministrative e militari gli permise di analizzare con spirito critico le diverse tradizioni o opinioni man mano che le raccoglieva. Per esempio, a lui si deve il racconto nel modo più dettagliato delle vicende della Kāhina, la regina ebrea dei berberi, della tribù dei Ğerawa, dell'Aurès, che portò il suo popolo a resistere e a combattere chi aveva occupato il suo paese, senza omettere le vittorie che, all'inizio, ella riportò contro gli invasori arabi, e senza tacere i riguardi che ella ebbe verso alcuni prigionieri arabi, né la sua morte in battaglia.
Forte della sua esperienza politica e militare, sottopose alla critica storica i fatti riportati dagli autori, anche famosi, che lo avevano preceduto: riconduce quindi a proporzioni ragionevoli le loro affermazioni esagerate, e ne mette in evidenza le storie assurde, come quella della città d'Arabia che sarebbe stata interamente costruita d'oro, argento e rubini, ma invisibile a tutti tranne che agli uomini particolarmente pii ed ai maghi.
Inoltre, avendo cambiato così spesso padrone, nei suoi scritti dimostrò una grande indipendenza di spirito, che lo distinse parzialmente dai grandi cronachisti del Medio evo cristiano, Jean de Joinville e Philippe de Commines che, a stretto contatto con ciò che si svolgeva, servivano un solo monarca e non ci hanno lasciato che versioni addomesticate dei loro regni. Non possono infatti essere del tutto sottovalutati, non tanto i suoi servizi resi ai più diversi signori musulmani del tempo (Hafsidi, Merinidi, Zayyanidi, Nasridi, Mamelucchi) ma, più di tutto, la sua disponibilità a scrivere le lodi di Tamerlano, nella cui corte egli si recò in missione diplomatica per conto dei Mamelucchi e per il quale fu disponibile a scrivere una biografia elogiativa, malgrado gli immani massacri dei suoi correligionari, che avevano accompagnato stabilmente l'avanzata conquistatrice del sovrano turco-mongolo.
Nella Muqaddima appare tutta la ricchezza del pensiero di Ibn Khaldun, in cui le discipline tradizionali della pedagogia islamica si uniscono ad un'impassibile capacità di analisi, frutto delle sue turbinose vicende politiche e di una nitida indagine psicologica non tanto degli individui al potere ma dei gruppi sociali. L'intenzione dell'autore è, senza dubbio alcuno, lodevole e innovativa: si tratta di «una sintesi enciclopedica di ogni necessaria conoscenza metodologica e culturale che permetta allo storico di produrre un veritiero lavoro scientifico.» Criticando il metodo dei suoi predecessori, troppo pedissequi, a suo giudizio, nel trascrivere le gesta di quel o quell'altro condottiero ma privi di una sana sete di analisi critica degli eventi, si avvale di una nuova definizione della storia: in essa egli pone come punti fondamentali per la comprensione del passato gli aspetti sociali, culturali ed economici.
A differenza degli autori cristiani del suo tempo, Ibn Khaldūn si sforzò di registrare gli avvenimenti con il minimo di soggettività, poiché era abbastanza alieno dal dare giudizi morali degli eventi, anche se occorre non trascurare il fatto che egli mai intese rinunciare alla sua visione del mondo, impostata sui principi-base dell'Islam.
Il pensiero sviluppato nella Muqaddima è stato da molti accostato a quello di altri autori come Vico, Machiavelli, Engels e altri, per via di molte importanti somiglianze teoriche, rese ancor più interessanti dalla diversità del contesto culturale ove sono state elaborate. 
La Muqaddima, infine, ha anche, e soprattutto, una importante dimensione sociologica, e si pone anzi alle origini della disciplina, anticipando di circa mezzo millennio molte delle intuizioni dei primi sociologi occidentali. Grazie alle sue prime traduzioni realizzate in tedesco e francese verso la metà del XIX secolo, era del resto ben conosciuta da molti dei più importanti teorici della disciplina, come Durkheim, Gumplowicz, e altri.

### Ibn Khaldūn oggi
Ibn Khaldūn è considerato a buon diritto uno dei massimi pensatori di tutti i tempi; la sua importanza è infatti riconosciuta sia negli ambienti intellettuali arabi, sia (in seguito alle traduzioni che l'hanno fatto scoprire dal XIX secolo anche nel Vecchio Continente) in quelli europei.

## Opere
Il libro degli esempi
- Ibn Khaldūn, Le Livre des exemples (Il libro degli esempi), Tradotto e annotato da Abdesselam Cheddadi, Parigi, Gallimard, Bibliothèque de la Pléiade, vol. I 2002; Vol. II 2012.
- Ibn Khaldūn, al-Muqaddima. Prolégomènes historiques (Prolegomeni alla storia universale), traduzione [in francese] del Barone de Slane, 3 volumi, Parigi, 1858.
  - Ibn Khaldūn: Prolégomènes d'Ibn Khaldoun. Texte arabe par E. Quatremère, 3 volumi, Parigi, 1862–68
  - Ibn Khaldūn: The Muqaddimah. An Introduction to History. Translated from the Arabic by Franz Rosenthal, 3 volumi, New York, 1958
  - Ibn Khaldūn: Discours sur l'histoire universelle (al-Muqaddima), 3 voll., trad. nouvelle, préface, notes et index par Vincent Monteil, Beyrouth, Commission Libanaise pour la Traduction des Chefs-d'oeuvre, 1968

La Storia dei Berberi
- Ibn Khaldūn, Histoire des Berbères (Storia dei Berberi), traduzione [in francese] del Barone de Slane, Tomes I, II, II et IV, Algeri, 1852-1856.

L'Autobiografia
- "Autobiographie d'Ibn Khaldoun. Traduite de l'arabe par M. le baron M.G. de Slane", Journal Asiatique 1844 (traduzione in francese)
  - Ibn Khaldūn: al-Taʿrīf bi-Ibn Khaldūn wa riḥlatuhu gharban wa sharqan. (L'autobiografia), edizione di Muhammad ibn Tāwīt al-Tanjī, Il Cairo 1951
  - Ibn Khaldūn: Le Voyage d'Occident et d'Orient. Traduit de l'arabe et présenté par Abdesselam Cheddadi, Parigi, 1980 (traduzione francese dell'autobiografia)